# Carlinville
Carlinville est une ville de l'Illinois située dans le comté de Macoupin aux États-Unis d'Amérique.
Elle est célèbre pour être la ville de Charles Robertson (en), entomologiste, qui, à la fin du XIXe siècle, a parcouru les campagnes environnantes pour y décrire les relations étroites entre les fleurs et les animaux polinisateurs, découvrant à cette occasion plus de 100 espèces inconnues d'abeilles et de guêpes.